# Кіче (департамент)
Кіче́ (Ель-Кіче́) (ісп. El Quiché) — один з 22 департаментів республіки Гватемала. Розташований в самому серці територій народу кіче, на північному заході від міста Гватемала. Адміністративний центр — місто Санта-Крус-дель-Кіче.

## Історія
2 лютого 1838 Уеуетенанго, Кетсалтенанго, Кіче, Реталулеу, Сан-Маркос і Тотонікапан об'єдналися в недовговічну центральноамериканську державу Лос-Альтос. Держава було зруйнована в 1840 році генералом Рафаелем Каррера, який став президентом Гватемали.

## Населення
Кіче історично був одним з найбільш густонаселених департаментів Гватемали. Його населення 655110 чоловік (2002) переважно складається з народів мая.
Хоча більша частина корінного населення говорить мовою кіче, інші мови мая також поширені, наприклад, ішильська, успантецька, сапулатецька та деякі інші.

## Муніципалітети
В адміністративному відношенні департамент підрозділяється на 21 муніципалітет:
- Канільйо
- Чахуль
- Чикаман
- Чиче
- Чичикастенанго
- Чиніке
- Кунен
- Хоябах
- Небах
- Сакапулас
- Патсіція
- Пачалум
- Плая-Гранде-Ікскан
- Сан-Андрес-Сахкабах
- Сан-Антоніо-Ілотенанго
- Сан-Бартоломе-Хокотенаго
- Сан-Хуан-Котсал
- Сан-Педро-Хокопілас
- Санта-Крус-дель-Кіче
- Успантлан
- Сакуальпа

## Пам'ятки

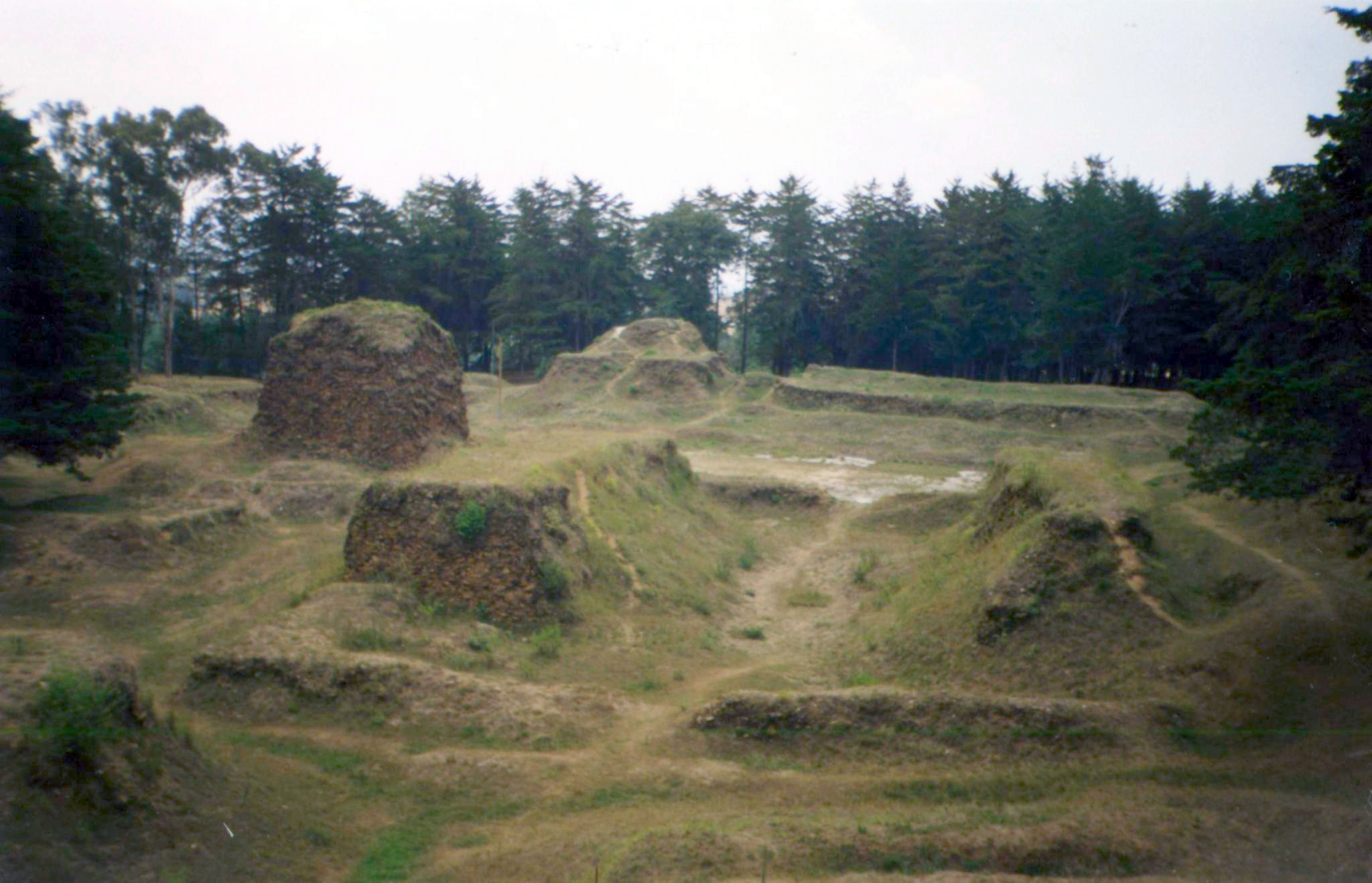
Центр мая Гумарках

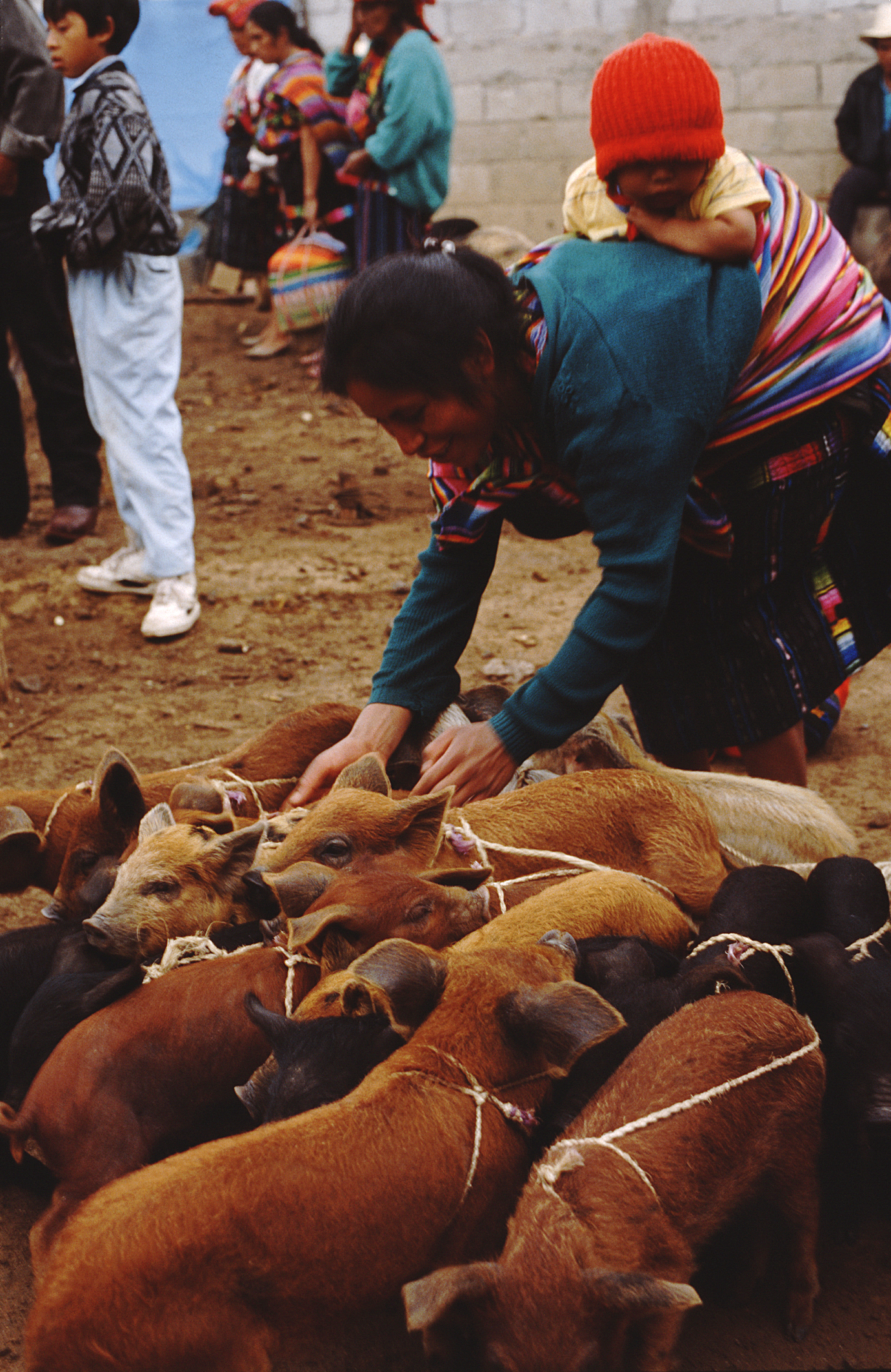
Ринок в Чичикастенанго

До визначних пам'яток департаменту відносяться місто Чичикастенанго та руїни Гумарках.
На території департаменту є ще кілька доколоніальних археологічних пам'яток, у тому числі Серро-де-Сан-Андрес (в Сан-Андрес-Сахкабаха), Лос-Серритос та Ла-Лагуна (в Канілло). Більшість з цих об'єктів використовувалася як церемоніальні центри в релігійних віруваннях мая.
Краєзнавчі музеї можна знайти в Чичикастенанго та Набасі. У більшості міст існують католицькі церкви колоніальних часів, наприклад, церква Санто-Томас в Чичикастенанго.
Біосферний заповідник Вісіс-Каба (450 км²) — єдиний природний заповідник Кіче, що охороняється. Він лежить на півночі Чахуль, на землях громад ішілі.